# ليفون بايراميان
ليفون بايراميان هو لاعب كرة قدم روسي في مركز الوسط، ولد في 17 فبراير 1998. لعب مع نادي كراسنودار.

## وصلات خارجية
- ليفون بايراميان على موقع قاعدة بيانات كرة القدم.إي يو (الإنجليزية)
- ليفون بايراميان على موقع Soccerway.com (الإنجليزية)